# Éric Brunson
Pour les articles homonymes, voir Brunson.
 (mars 2025).
Si vous disposez d'ouvrages ou d'articles de référence ou si vous connaissez des sites web de qualité traitant du thème abordé ici, merci de compléter l'article en donnant les références utiles à sa vérifiabilité et en les liant à la section « Notes et références ».
Éric Brunson, né le 15 mars 1974 à Deauville (Calvados), est un pilote de rallye français.

## Biographie
Il commence en rallye le 18 octobre 1998 au rallye de la Risle (Pont-Audemer, Eure) sur Peugeot 106 Rallye, avec son père Daniel Brunson comme copilote.
Sa première apparition en compétition nationale se passe en 1999 sur Peugeot 106, au rallye international du Var, dans le cadre de la Coupe Peugeot.
En 2008, il fait une saison complète en Championnat de France au volant d'une Subaru Impreza S7 WRC '01. Il monte régulièrement sur les podiums puis décroche sa première victoire en championnat au rallye du Touquet. Il perd le titre, alors leader du championnat et du rallye, au rallye du Var dans la toute dernière spéciale.
2009, Éric Brunson ne retente pas une saison en championnat et dispute des rallyes nationaux en coupe de France. Il participe aussi au rallye du Touquet où il prend la deuxième place.
En 2010, il poursuit le même programme, mais sans le rallye du Touquet.
2011, Brunson fait son retour en championnat de France avec un Subaru Impreza S12B WRC '07. Il commence le championnat par une victoire au rallye du Touquet puis monte sur des podiums lors des rallyes de fin de championnat. Il abandonne au rallye du Mont-Blanc ainsi qu'en Alsace puis enchaîne avec un podium au Cévennes. Comme en 2008, il doit abandonner dans la dernière spéciale du rallye du Var. Il laisse alors échapper le titre.
En 2012, il décide de repartir en championnat avec la même voiture. Il gagne le rallye du Touquet, mais sort de la route au rallye Lyon-Charbonnière. À la suite de cette sortie, il y a une altercation entre le commissaire et lui (avec aussi son copilote). Cet épisode n'en reste pas là, car le commissaire décide de porter réclamation auprès de la FFSA. Le temps que la réclamation aboutisse, il peut disputer deux rallyes de championnat de France, le rallye du Limousin où il abandonne et le rallye des Vins de Macon où il se classe quatrième. Il sera condamné à presque un an sans pouvoir disputer un rallye en France. Il part alors en Belgique où il participe à deux rallyes, terminés sur le podium pour l'un (East Belgian Rally) et par un abandon pour l'autre (Condroz).
En 2013, Brunson se réengage dans le championnat de France, toujours au volant de sa Subaru Impreza S12B WRC '07. Comme chaque année où il participe, il gagne le rallye du Touquet, puis il enchaîne avec la quatrième place au rallye Lyon-Charbonnière. Il abandonne au rallye du Limousin et il termine deuxième au rallye des Vins de Macon. Au rallye du Rouergue, il abandonne, avant de prendre la deuxième place au rallye du Mont-Blanc. Sa saison en championnat s'arrête là, il ne disputera pas le rallye d'Antibes, ni ceux des Cévennes et du Var.
En 2014, il change de monture et passe sur une Ford Fiesta WRC. Il abandonne au rallye du Touquet sur problème mécanique. Il est absent aux rallye Lyon-Charbonnières.
En 2015, il achète une nouvelle Fiesta WRC (ex R.Kubica et P.Solberg) chez M-Sport. Au programme, il a le rallye de la Côte fleurie et le début du championnat de France des rallyes. Une sortie au rallye du Touquet le contraint à abandonner le championnat. La Fiesta réparée, il l'essaye sur le Rallye de Bretagne, avec la victoire à la clé. Il enchaîne avec la victoire au Rallye Cœur de France. Il décide de tenter de gagner le tout nouveau championnat de France des rallyes 2e division, ce qu'il réussit en l'emportant au Rallye de ST Yrieix et au Rallye d'Automne La Rochelle.
En 2016, Éric Brunson gagne le Rallye Côte Fleurie, le Rallye du Touquet, puis le Rallye du Limousin. Mais une violente sortie au Rallye du Rouergue stoppe sa saison.
En 2017, Brunson gagne pour la sixième fois le rallye Côte Fleurie et le Rallye du Touquet. Il termine deuxième au Rallye de Dieppe et au Rallye de Bourgogne Côte Châlonnaise. Au Rallye Cœur de France, il ne termine que 5e avec sa Fiesta WRC qui n'était pas bien adaptée pour le terrain.
En 2019, il gagne le rallye Côte Fleurie et égale le record du nombre de victoires détenu par Joseph Bourdon depuis 45 ans. Il gagne le Rallye de Lisieux puis le Rallye d'Automne La Rochelle en opérant une forte remontée de la 11e place le premier soir vers la plus haute marche du podium à l'issue du rallye.
En 2020, Brunson le Rallye de la Côte Fleurie pour la 8e fois et devient le recordman du nombre de victoires. Il termine 2e du Rallye du Touquet après une lutte avec Yoann Bonato pour la victoire.

## Vie privée
Éric Brunson demeure dans le Calvados en Basse-Normandie. Il est marié et père de deux enfants.

## Palmarès
- 2e de la Coupe de France des rallyes: 2004 à: Finale d'Epernay (copilote Cyril Mary, sur Ford Escort RS Cosworth);
- 3e de la Coupe de France des rallyes: 2006 à: Finale de Nantes (copilote C. Mondon, sur Ford Escort RS Cosworth);
- Vice-champion de France des rallyes: 2008 (copilote Cédric Mondon, sur Subaru Impreza S7 WRC '01);
- 3e du Championnat de France des rallyes: 2011 (copilote C. Mondon, sur Subaru Impreza S12B WRC '07);
- Champion de France des rallyes 2e division: 2015 (copilote C. Mondon, sur Ford Fiesta RS WRC);

### Victoires

#### Championnat de France des rallyes
- Rallye Le Touquet - Pas-de-Calais : 2008, 2011, 2012, 2013, 2016, 2017
- Rallye du Limousin : 2016;

##### Championnat de France des rallyes 2ème division
- Rallye de Bretagne : 2015;
- Rallye Cœur de France: 2015;
- Rallye du Pays de Saint-Yrieix : 2015;
- Rallye d'Automne-La Rochelle : 2015 et 2019

#### Coupe de France des rallyes
- Rallyes nationaux:
- Rallye du Pays de Dieppe: 2004 et 2005 (copilote C. Mary, sur Ford Escort RS Cosworth);
- Rallye Épernay Vins de Champagne: 2008, et 2010 (copilote C. Mondon, sur Subaru Impreza WRC);
- Rallye Montagne Noire: 2007 (copilote Charlène Gallier sur Mitsubishi Evo IX), 2009, et 2010 (copilote C. Mondon, sur Subaru Impreza WRC);
- Rallye de la Côte Fleurie - Trouville Deauville: 8 victoires au général : 2011, 2012, 2013 (copilote David Heulin et C.Mondon, sur Subaru Impreza WRC), 2014 (copilote David Heulin, sur Ford Fiesta WRC), 2016 et 2017 (copilote Cédric Mondon sur Ford Fiesta WRC); 2019 (copilote Cédric Mondon) ; 2020 (copilote Cédric Mondon)
- Rallye de Saint Germain la Campagne 2011;
- Rallye de la Suisse Normande: 2006 (copilote C.Mondon sur Ford Escort RS Cosworth)
- Rallye du Tréport : 2006 (copilote C.Mondon sur Ford Escort RS Cosworth), et 2007 (copilote C.Mondon sur Mitsubishi Evo IX)
- Rallye du Coutançais: 2006 (copilote C.Mondon sur Ford Escort RS Cosworth), et 2009 (copilote C.Mondon sur Subaru 555 Groupe A)
- Rallye des Flandres: 2006 (copilote C.Mondon sur Ford Escort RS Cosworth)
- Rallye du Pays d'Auge (Lisieux): 2006 (copilote C.Mondon sur Ford Escort RS Cosworth)
- Rallye de Lisieux 2019 (copilote C.Mondon sur Ford Fiesta WRC)

- Rallyes régionaux:
- Rallye du Muguet: 2003, 2006 et 2009
- Rallye de Basse-Normandie: 2003
- Rallye des Vikings: 2004
- Rallye du Val de Bresle: 2004
- Rallye du Calvados (Mézidon-Canon): 2005
- Rallye des Boucles de Seine (Pont-Audemer): 2005
- Rallye des Ardennes (Charleville-Mézières): 2010

### Podiums en championnat de France
- 2e du rallye Lyon-Charbonnières: 2008 et 2011;
- 2e du rallye Alsace-Vosges: 2008;
- 2e du rallye Le Touquet - Pas-de-Calais: 2009 et 2020;
- 2e du rallye du Limousin: 2008 et 2011;
- 2e du rallye des Vins-Mâcon: 2013;
- 3e du critérium des Cévennes: 2011;
- 2e du rallye du Mont-Blanc: 2013;
- 3e du Rallye Lyon-Charbonnières: 2016
- 3e du rallye Le Touquet - Pas-de-Calais: 2024

### Podiums en championnat étranger
- 2e de l'East Belgian Rally (Belgique): 2012